# Foto di gruppo con signora
Foto di gruppo con signora (Gruppenbild mit Dame) è un romanzo dello scrittore tedesco Heinrich Böll, l'ultimo pubblicato prima dell'assegnazione del Premio Nobel per la letteratura nel 1972.
Pubblicato nel 1971, narra le vicende di Leni Gruyten, una donna tedesca quarantottenne che "non capisce più il mondo e dubita di averlo mai capito". Leni vive infatti ai margini della società consumistica della Germania post-bellica, e contrappone ai valori del capitalismo un suo mondo fatto di valori minimali, ma fortemente sentiti ed autentici.
Le voci degli altri personaggi (il "gruppo" del titolo) tratteggiano in maniera corale la storia di Leni negli anni dell'ascesa nazista, durante la seconda guerra mondiale e nel dopoguerra. 
(Heinrich Böll)

## Trama
Il narratore del romanzo (che si riferisce a se stesso come «l'Autore», di solito abbreviato in «l'A.») ricapitola le ricerche che sta compiendo intorno alla vita di una donna di 48 anni, Helene Maria Gruyten, che vive in una grande città tedesca della Renania. Lo stile con cui è scritto il romanzo è una sorta di parodia, una costruzione pseudo-documentaria, dove a documenti apocrifi si affiancano voci di dizionario, relazioni burocratiche, articoli di giornali, capitoli di un manuale militare nazista, lettere ufficiali.
Helene Maria (solo una volta la protagonista viene individuata con questo nome, altrimenti si usa il vezzeggiativo Leni) nasce il 17 agosto 1922 e studia in una scuola confessionale cattolica, dalla quale viene espulsa. Durante le scuole però stringe però un forte legame con suor Rahel Ginzburg, ebrea convertita e interdetta all'insegnamento, che durante il nazismo vivrà da reclusa per evitare la deportazione; dopo la guerra, sulla sua tomba continueranno a nascere inspiegabilmente cespugli di rose nei mesi invernali.
Di natura sensuale e romantica, a 17 anni Leni sarebbe già pronta per una storia d'amore con il cugino Erhard Schweigert, che si rivela però troppo timido; entro pochi mesi muore fucilato per diserzione, quando nel 1940 la Wehrmacht occupa la Danimarca, insieme a Heinrich, il fratello di Leni.
Il dolore e la sua indole sensuale la spingono a cedere alla corte di Alois Pfeiffer, un bel giovane ma dalla personalità assolutamente inconsistente; i due si sposano “per dovere” dopo avere fatto l'amore, ma poche ore dopo lui parte per il fronte orientale e viene ucciso quasi subito. Leni non porta in alcun modo il lutto; dopo aver lavorato nell'impresa edile del padre, che si arricchisce notevolmente con la costruzione di opere fortificate per l'industria bellica, deve trovare un altro impiego quando lui viene arrestato a causa di un giro di fatturazioni false.
Per il resto della vita attiva, Leni lavora alla confezione di corone mortuarie per il signor Walter Pelzer, segretamente innamorato di lei. Sono gli anni più bui della guerra, quando la Germania comincia a perdere contro l'Unione Sovietica sul fronte orientale. Il clima di sospetto e persecuzione si fa oppressivo. Tra i dipendenti di Pelzer vi sono sia irriducibili nazisti che avversari, i quali dopo il 1944 non aspettano altro che l'arrivo degli americani e la fine delle ostilità.
In fabbrica, Leni vive una storia d'amore con un prigioniero sovietico, Boris L'vovič Koltovskij, avviato al lavoro forzato nella ditta di Pelzer. Durante i bombardamenti del '44-'45, i due si amano di nascosto dai colleghi e arrivano a concepire un figlio, ma dopo la fine delle ostilità Boris viene arrestato perché possiede i documenti di un soldato tedesco morto, e deportato in Francia dove muore in un incidente in un campo di lavoro.
Leni educa il figlio da sola. La sua attenzione per il denaro e le questioni economiche in generale è così scarsa che vende la casa stessa in cui abita ed è costretta a subaffittare stanze a lavoratori immigrati dal Portogallo e dalla Turchia. La sua ultima relazione sentimentale è con il suo inquilino Mehmet, del quale rimane incinta a 23 anni di distanza dalla prima volta.
Nel corso della narrazione si intensificano infatti gli interventi soggettivi, e a poco a poco emerge la materialità della voce narrante e del lavoro di inchiesta, finché inaspettatamente l'Autore diviene personaggio egli stesso, narratore interno alla vicenda. Al termine della sua indagine letteraria, l'Autore infatti rimane a sua volta catturato dal fascino della personalità di Leni e dal suo modo di vita, al di fuori di qualsiasi logica del capitalismo e del liberismo economico. Contribuisce anche lui al comitato di difesa di Leni Gruyten insieme a Klementina, una suora incontrata durante le ricerche, che rinuncia ai voti e vive con lui una relazione d'amore.

## Personaggi

### La protagonista
La figura centrale del romanzo, Leni Gruyten, è bella e sensibile ma incapace di capire tutto quanto è astrazione, convenzione, vuota retorica. Per questo fallisce negli studi, subisce il nazismo senza afferrarne la portata e quando i ricchi genitori le vengono a mancare compie scelte antieconomiche, fino a ridursi, nel tempo in cui scrive l'autore, sull'orlo del fallimento. Dopo un primo amore per un cugino e un matrimonio di guerra durato pochi giorni, Leni conosce il prigioniero di guerra sovietico Boris Koltowski, di cui s'innamora. Sfidando rischi gravissimi i due cominciano una relazione sentimentale, da cui nascerà il figlio di Leni, Lev. Per circostanze sfortunate Boris diventa prigioniero di guerra in un campo di concentramento degli alleati e muore in una miniera francese.

### I personaggi secondari
Foto di gruppo con signora, come specifica il titolo, è un romanzo corale. I personaggi che ruotano attorno a Leni e che con le loro testimonianze aiutano l'A. a ricostruirne la storia comprendono una vecchia domestica, alcune suore, un'amica del collegio divenuta cortigiana di lusso, uomini d'affari e personaggi politici, un vecchio custode di cimitero, ex operaie della ditta di corone, ex prigionieri russi: un brulicare di personaggi eterogenei e coloriti che disegna un quadro vivido ed originale della società tedesca degli anni quaranta.

### I rifiuti della società del benessere
Gli episodi finali del romanzo si svolgono nel dopoguerra e raccontano tra l'altro la relazione di Leni con il turco Mehmet, operaio della nettezza urbana. Leni è estranea alle tendenze sociali che discriminano determinati gruppi di persone e li trattano come "rifiuti". Come disse l'autore stesso, le parole chiave del romanzo sono "rifiuto" e "sporcizia". Leni ha fatto l'amore con Boris in un cimitero, il suo stesso figlio lavora nella nettezza urbana e lei subaffitta a un prezzo irrisorio le stanze del suo vasto appartamento a emarginati considerati inferiori dalla affluente società germanica: immigrati portoghesi e turchi.

## Critica
È la prima volta che in Böll si osserva una tale profusione di protagonisti, ambienti, situazioni, fatti e personaggi secondari, al punto che certi capitoli possono disorientare il lettore; questa struttura insieme alle citazioni e ai testi apocrifi consegna di diritto l'opera alla letteratura postmoderna del Novecento.
(Heinrich Böll, 1971)
Nel romanzo un ruolo importante hanno i bombardamenti e la conquista della città da parte degli americani alla fine della Seconda guerra mondiale. Nel settembre del 1969 Böll spiegò in un'intervista radiofonica: "Il vero volto della guerra per me fu il bombardamento della città. Quella fu una vera follia. Le donne e i bambini nelle città soffrirono molto, molto di più dei soldati al fronte".
La maggior parte dei documenti riportati nel testo è apocrifa, ma ci sono anche importanti documenti autentici, tra gli altri gli Atti del processo di Norimberga per crimini di guerra (in particolare il capitolo 8). La prosa di guerra di Alois Pfeiffer (nel capitolo 4) deriva dalla seguente opera: Kampferlebnisse aus dem Kriege an der Westfront 1940. Nach Schilderungen von Frontkämpfern hrsg. vom Generalstab des Heeres, Berlin 1941.
(Heinrich Böll, 1971, Intervista con Dieter E. Zimmer)

## Edizioni italiane
- Foto di gruppo con signora, traduzione di Italo Alighiero Chiusano, Torino, Einaudi, 1972. - Collana, Einaudi Tascabili, 1997-2022.